# ファイナルファンタジーI・II
『ファイナルファンタジーI・II』（ファイナルファンタジー ワン・ツー、FINAL FANTASY I・II、略称: FFI・II、FF1・2）は、スクウェアおよびスクウェア・エニックスから発売されたカップリング作品。ファイナルファンタジーシリーズ（以下、FFシリーズ）のうち、第1作『ファイナルファンタジー』と第2作『ファイナルファンタジーII』を合わせて1本のゲームソフトとして発売されたものである。
各作品の詳細はそれぞれの項目を参照。この項目では、原作との相違点を記載する。

## ファイナルファンタジーI・II
ファミコン版『ファイナルファンタジーI・II』は、ニューファミコンとのタイアップとして1994年2月27日にスクウェアより発売された。スクウェア最後のファミコン用のゲームタイトルであった。
同時期に発売されたスーパーファミコン版『ドラゴンクエストI・II』などとは異なり、単品で発売されたFC版『I』と『II』を1本にまとめただけのものであるため、ほとんど変更は加えられていない。ただし、以下のような違いがある。
- タイトル画面で『I』と『II』のタイトルロゴから選択し、それぞれのゲームを起動する。2作品のセーブデータは完全に独立して扱われており、相互に干渉することは無い。なお、パッケージおよびタイトル画面に表示されるタイトルロゴ「FINAL FANTASY」のフォントは、『IV』以降のものと同じになっている。
- パッケージイラストはスーパーファミコン版『IV』や『V』のようなデフォルメキャラクターのイラストになっている。
- 特典として、ソフトに特製攻略本が同梱されていた。
- 『I』で、モンスターの「ビホルダー」「デスビホルダー」のグラフィックが変更されている（名称はそのまま）。
- さらに、NTT出版の攻略本では名前が「イビルアイ」「デスアイ」と記されており、ワンダースワンカラー版以降の『I』でもこのグラフィックと名前に変更されている。
- 『II』で、原作のオープニングデモでの誤字「ならかった」が「ならなかった」に修正されている。ただし説明書に掲載された画像は誤字のまま。

## ファイナルファンタジーI・II アドバンス
ゲームボーイアドバンス版『ファイナルファンタジーI・II アドバンス』（ファイナルファンタジー ワン・ツー アドバンス、FINAL FANTASY I・II ADVANCE）は、2004年7月29日にスクウェア・エニックスより発売された。
当初2004年7月15日発売だったが、「改善すべき不具合が見つかった」ため、2週間後に延期された。
これまでにも『I』と『II』は何度かリメイクされていたが、原作のシステムに大きな変更が加えられることは無かったが、GBA版『I・II アドバンス』は、原作から大幅にシステムを改変された。
詳しい相違点は以下を参照。
- ファイナルファンタジー#他機種版
- ファイナルファンタジーII#他機種版

このGBA版『I・II アドバンス』のシステムは、後に発売されたPlayStation Portable版『I』と『II』にも引き継がれた。
なお、後のアドバンスシリーズにも図鑑やサウンドモードは引き継がれるのだが、『I・II アドバンス』のみサウンドモード出現の条件が少し異なり、両方の作品でクリアしたセーブデータが必要となる。

## その他
2002年10月31日には『ファイナルファンタジーI・II プレミアムパッケージ』（Premium Package）として、PlayStation版『I』と『II』を特製化粧箱に同梱した限定版パッケージが発売された。これはPlayStation版の2作品をそのまま同梱したものであり、内容に変更は一切ない。ちなみにPlayStation版『I』と『II』は同ハード最後のファイナルファンタジーシリーズであり、日本版ではスクウェア最後のPlayStation用ソフトだった。

## 関連書籍
- ファミリーコンピュータ版
  - 『ファイナルファンタジーI・II 完全攻略編』 ISBN 4-87188-335-3 / NTT出版、1994年7月
- ゲームボーイアドバンス版
  - 『ファイナルファンタジーI・II アドバンス Vジャンプブックス』 ISBN 4-08-779288-9 / 集英社、2004年8月
  - 『ファイナルファンタジーI・II アドバンス 公式コンプリートガイド』 ISBN 4-7577-2015-7 / エンターブレイン、2004年9月